# Coper

Localização de Coper no departamento de Boyacá.

Coper é um município no departamento de Boyacá, na Colômbia.